# Alessandro Fei (volley-ball)
Pour les articles homonymes, voir Alessandro Fei.
Alessandro Fei, né le 29 janvier 1978 à Saronno en Italie, est un joueur italien de volley-ball. Il mesure 2,04 m et joue attaquant. Il totalise 236 sélections en équipe d'Italie.

## Clubs
| Club                              | De        | À         |
| --------------------------------- | --------- | --------- |
| Pallavolo Padoue                  | 1995-1996 | 1997-1998 |
| Associazione Sportiva Volley Lube | 1998-1999 | 2000-2001 |
| Sisley Volley                     | 2001-2002 | 2011-2012 |
| Pallavolo Piacenza                | 2013-2014 | ...       |

## Palmarès
- Jeux olympiques
  - Finaliste : 2004
- Championnat du monde (1)
  - Vainqueur : 1998
- Championnat d'Europe (2)
  - Vainqueur : 2003, 2005
  - Finaliste : 2001
- Ligue mondiale (2)
  - Vainqueur : 1999, 2000
  - Finaliste : 2001, 2004
- Ligue des champions (1)
  - Vainqueur : 2006
- Coupe de la CEV (avant 2007) puis Challenge Cup (2)
  - Vainqueur : 2001, 2003, 2013
- Coupe de la CEV (depuis 2007) (1)
  - Vainqueur : 2011
- Championnat d'Italie (4)
  - Vainqueur : 2003, 2004, 2005, 2007
  - Finaliste : 2002, 2006, 2013
- Coupe d'Italie (5)
  - Vainqueur : 2001, 2004, 2005, 2007, 2014
  - Finaliste : 2003
- Supercoupe d'Italie (2)
  - Vainqueur : 2001, 2004